# Dartchery op de Paralympische Zomerspelen 1976
De Ve Paralympische Spelen werden in 1976 gehouden in Toronto, Canada.  Dartchery was een van de 13 sporten die op het programma stonden tijdens deze spelen. Er stonden 3 evenementen op het programma.

## Mannen

### Paren
| Klasse | punten | land | Goud            | land | Zilver                                  | land | Brons                      |
| ------ | ------ | ---- | --------------- | ---- | --------------------------------------- | ---- | -------------------------- |
| open   | 5      | FRA  | A. Piutti Thore | USA  | Patrick Krishner Timothy van der Meiden | NED  | Piet Blanker Popke Popkema |

## Vrouwen

### Paren
| Klasse | punten | land | Goud                    | land | Zilver                     | land | Brons                          |
| ------ | ------ | ---- | ----------------------- | ---- | -------------------------- | ---- | ------------------------------ |
| open   | 4      | USA  | Susan Hagel Rhonda July | GBR  | M. Cooper Margaret Maughan | RSA  | R. Alexander Margaret Harriman |

## Gemengd

### Paren
| Klasse | punten | land | Goud                      | land | Zilver                   | land | Brons                   |
| ------ | ------ | ---- | ------------------------- | ---- | ------------------------ | ---- | ----------------------- |
| open   | 5      | AUS  | John Kestel Margaret Ross | FIN  | Arvo Kalenius Elli Korva | BEL  | Aime Desal Alice Verhee |

Atletiek · Basketbal · Boogschieten · Dartchery · Gewichtheffen · Goalball · Koersbal · Schermen · Schietsport · Snooker · Tafeltennis · Volleybal · Zwemmen
Rome 1960 ·
Tokio 1964 ·
Tel Aviv 1968 ·
Heidelberg 1972 ·
Toronto 1976 ·
Arnhem 1980